# Potere calorifico
Il potere calorifico è l'energia che si può ricavare convertendo completamente una massa unitaria di un vettore energetico in condizioni standard. 
Misura pertanto la sua validità dato che il principale problema nell'utilizzo dei vettori energetici è appunto l'ingombro, che per un solido e un liquido è solitamente rappresentato dalla massa, mentre per un gas o un plasma corrisponde solitamente al volume. Se si sceglie la combustione come conversione, esso coincide con l'entalpia standard massica o volumica di combustione del combustibile.
Generalmente si distingue tra:
- Potere calorifico superiore (PCS); indicato anche come {\displaystyle \Delta _{c}H_{s}^{o}} o con la forma inglese Higher Heating Value (HHV), che corrisponde al potere calorifico con prodotti di combustione riportati alla temperatura pre-combustione di combustibile e comburente (quindi recuperando soprattutto il calore latente di vaporizzazione dell'acqua).
- Potere calorifico inferiore (PCI); indicato anche come {\displaystyle \Delta _{c}H_{i}^{o}} o con la forma inglese Lower Heating Value (LHV), che corrisponde al potere calorifico con prodotti di combustione alla temperatura di combustione (quindi non recuperando soprattutto il calore latente di vaporizzazione dell'acqua).

## Unità di misura
Nel Sistema Internazionale misura in megajoule al chilogrammo {\displaystyle \left({\frac {\mathrm {MJ} }{kg}}\right)} o, in forma ormai obsoleta, in chilocalorie al chilogrammo {\displaystyle \left({\frac {kcal}{kg}}\right)}, oppure in British thermal unit alla libbra {\displaystyle \left({\frac {\mathrm {BTU} }{\mathrm {lb} }}\right)}. Per i combustibili gassosi lo si può trovare riferito alla quantità di sostanza espressa in metro cubo normale (Nm³) o in metro cubo standard (Sm³), a seconda delle condizioni di temperatura e pressione a cui si riferisce la misura di volume.

## Potere calorifico superiore
Il potere calorifico superiore {\displaystyle (\Delta _{c}H_{s}^{o})} è la quantità di calore che si rende disponibile per effetto della combustione completa a pressione costante della massa unitaria del combustibile, quando i prodotti della combustione siano riportati alla temperatura iniziale del combustibile e del comburente.
La determinazione del potere calorifico si può ottenere approssimativamente col calcolo, in base all'analisi elementare del combustibile, oppure direttamente mediante l'uso di appositi strumenti calorimetrici.
Nel primo caso si determina la massa degli elementi combustibili, principalmente carbonio ({\displaystyle {\ce {C}}}) e idrogeno ({\displaystyle {\ce {H}}}), eventualmente anche zolfo ({\displaystyle {\ce {S}}}), contenuta in un chilogrammo di combustibile mediante l'analisi chimica elementare; quindi si valuta l'apporto di calore fornito da ciascuno di essi e si sommano i risultati, secondo la seguente formula approssimata:
{\displaystyle \mathrm {PCS} =(32,780\,\mathrm {C} +142,107\,\mathrm {H} )\,\left[{\frac {\mathrm {MJ} }{kg}}\right]}
Il calcolo fornisce un valore approssimato perché la quantità di calore ottenuto dipende anche dalla forza dei legami chimici nelle molecole del combustibile di partenza.

Ad esempio, considerando che {\displaystyle 1\,kg} di carbonio sviluppa nella combustione circa {\displaystyle 33\,\mathrm {MJ} } e che {\displaystyle 1\,kg} di idrogeno sviluppa circa {\displaystyle 120\,\mathrm {MJ} } e avendo un olio combustibile con un tenore di carbonio dell' {\displaystyle 85,5\%} e di idrogeno dell' {\displaystyle 11,5\%} in massa (cioè {\displaystyle 0,855\,kg_{\mathrm {C} }} di carbonio e {\displaystyle 0,115\,kg_{\mathrm {H_{2}} }} di idrogeno per {\displaystyle 1\,kg_{\mathrm {olio} }} di olio), col rimanente {\displaystyle 3\%} costituito da materia inerte, il suo potere calorifico superiore sarebbe:
{\displaystyle \Delta _{c}H_{s}^{o}=0,855{\frac {kg_{\mathrm {C} }}{kg_{\mathrm {olio} }}}\cdot 32,780{\frac {\mathrm {MJ} }{kg_{\mathrm {C} }}}+0,115{\frac {kg_{\mathrm {H_{2}} }}{kg_{\mathrm {olio} }}}\cdot 142,107{\frac {\mathrm {MJ} }{kg_{\mathrm {H_{2}} }}}=44,369{\frac {\mathrm {MJ} }{kg_{\mathrm {olio} }}}}
Invece, la misura diretta del potere calorifico superiore si effettua mediante la bomba calorimetrica di Mahler o apparecchi simili, in cui si fa avvenire una reazione stechiometrica completa tra una quantità ben determinata di combustibile e l'ossigeno. Il calore prodotto dalla reazione viene assorbito da una massa nota di acqua (o di altro liquido), di cui si misura l'aumento della temperatura. Di qui si risale alla quantità di calore scambiata.

## Formula di Dulong
La formula di Dulong è una relazione empirica per il calcolo del potere calorifico superiore, che combina le principali reazioni di combustione considerando l'energia sprigionata da ciascuna di esse.
{\displaystyle \Delta _{c}H_{s}^{o}=32,79w^{\mathrm {C} }{\frac {\mathrm {MJ} }{kg}}+150,4\left(w^{\mathrm {H} }-{\frac {w^{\mathrm {O} }}{8}}\right)+9,26w^{\mathrm {S} }+4,97w^{\mathrm {O} }+2,42w^{\mathrm {N} }}
dove {\displaystyle w^{i}} è la frazione massica dell'elemento {\displaystyle i-}esimo nel campione e le lettere in apice stanno per carbonio, idrogeno, ossigeno, zolfo e azoto.

## Potere calorifico inferiore
Tipicamente, nelle combustioni normali i prodotti della combustione sono rilasciati a temperatura più alta di quella di riferimento del combustibile. Così, una parte del calore teoricamente disponibile si 'disperde' per il riscaldamento dei fumi e, soprattutto, per la vaporizzazione dell'acqua prodotta dalla combustione. Si tenga conto che, per ogni grado di aumento della temperatura dei fumi, servono circa {\displaystyle 1\,k\mathrm {J} /kg} di fumi e che per ogni kg di vapore d'acqua nei fumi servono circa {\displaystyle 2,5\,\mathrm {MJ} } per calore latente di vaporizzazione a {\displaystyle 100^{\circ }\mathrm {C} }.
Convenzionalmente si definisce potere calorifico inferiore {\displaystyle \Delta _{c}H_{i}^{o}} "il potere calorifico superiore diminuito del calore di condensazione del vapore d'acqua durante la combustione".
Questo è il valore a cui si fa usualmente riferimento quando si parla di potere calorifico di un combustibile e di rendimento di una macchina termica.

Nelle moderne caldaie a condensazione si riesce a recuperare parte del calore latente del vapor d'acqua. Questo fatto permette di ricavare, da un kg di combustibile, una quantità di calore maggiore del potere calorifico inferiore, quindi, con rendimento nominale uguale al 100%, anche se una parte del calore teoricamente disponibile (potere calorifico superiore) continua ad essere dispersa coi fumi.
Per determinare il potere calorifico inferiore mediante l'analisi elementare si può usare la seguente formula approssimata:
{\displaystyle PCI=(32,780\mathrm {C} +120,075\mathrm {H} )\left[{\frac {\mathrm {MJ} }{kg}}\right]},
dove si sono assunti (trascurando i termini meno importanti):
{\displaystyle \Delta _{c}H_{s}^{o}\,(\mathrm {C} )=32,780{\frac {\mathrm {MJ} }{kg}}}
{\displaystyle \Delta _{c}H_{s}^{o}\,(\mathrm {H} )=120,075{\frac {\mathrm {MJ} }{kg}}}
Avendo un olio combustibile con un tenore di {\displaystyle 85,5\%} carbonio, {\displaystyle 12\%} idrogeno, {\displaystyle 1\%} umidità:
{\displaystyle w^{\mathrm {C} }=0,855}
{\displaystyle w^{\mathrm {H} }=0,12}
{\displaystyle w^{\mathrm {H_{2}O} }=0,01}
si può facilmente ricavare il PCI:
{\displaystyle PCI=\left(0,855\cdot 32,780{\frac {\mathrm {MJ} }{kg}}\right)+\left(0,12\cdot 120,075{\frac {\mathrm {MJ} }{kg}}\right)=42,436{\frac {\mathrm {MJ} }{kg}}}
Il potere calorifico inferiore si può anche ricavare dal potere calorifico superiore: noto il PCS, si sottrae da questo {\displaystyle 2,5\,\mathrm {MJ} } per ogni kg di vapor d'acqua contenuto nei fumi. Il vapor d'acqua nei fumi sarà dovuto alla combustione dell'idrogeno e all'umidità presente inizialmente nel combustibile.
Nell'esempio dell'olio combustibile sopra citato, e sapendo che:
- rapporto massico di vapore da idrogeno {\displaystyle \Delta w^{\mathrm {H_{2}O} }=9\,{\frac {kg}{kg}}};
- calore assorbito dal vapore per formarsi da acqua liquida {\displaystyle \Delta _{f}H^{o}\,(\mathrm {H_{2}O_{(g)}} )=2,5{\frac {\mathrm {MJ} }{kg}}};

si ha:
{\displaystyle \Delta _{c}H_{s}^{o}=w^{\mathrm {C} }\,\Delta _{c}H_{s}^{o}\,(\mathrm {C} )+w^{\mathrm {H} }\,\Delta _{c}H_{s}^{o}\,(\mathrm {H} )=\left(0,855\cdot 32,780{\frac {\mathrm {MJ} }{kg}}\right)+\left(0,12\cdot 142,107{\frac {\mathrm {MJ} }{kg}}\right)=44,369{\frac {\mathrm {MJ} }{kg}}}
{\displaystyle \Delta _{c}H_{i}^{o}=\Delta _{c}H_{s}^{o}-(\Delta w^{\mathrm {H_{2}O} }w^{\mathrm {H} }+w^{\mathrm {H_{2}O} })\Delta _{f}H^{o}(\mathrm {H_{2}O} _{(g)})=44,369{\frac {\mathrm {MJ} }{kg}}-(9\cdot 0,12+0,01)\cdot 2,5{\frac {\mathrm {MJ} }{kg}}=41,644{\frac {\mathrm {MJ} }{kg}}}
Si può notare che il valore calcolato con le due formule differisce leggermente in quanto si tratta di valutazioni approssimate.
In altre parole, il potere calorifico inferiore è uguale al potere calorifico superiore meno il tenore di idrogeno nel combustibile, moltiplicato per {\displaystyle 9} e per {\displaystyle 2,5}, meno il tenore di umidità presente nel combustibile, moltiplicato per {\displaystyle 2,5}:
{\displaystyle \Delta _{c}H_{i}^{o}=\Delta _{c}H_{s}^{o}-22{,}5{\frac {MJ}{kg}}w^{H}-2{,}5{\frac {MJ}{kg}}w^{H_{2}O}}

## Alcuni valori
Il potere calorifico dei vettori energetici commerciali è molto variabile e dipende dall'origine del materiale e dai trattamenti successivamente subiti, perciò i valori in tabella sono puramente indicativi.

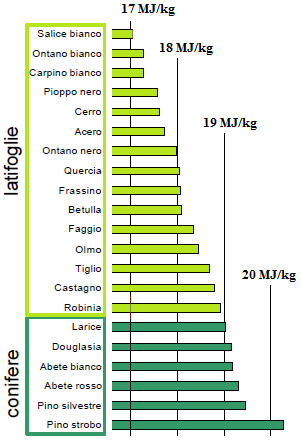
Il potere calorifico superiore del legno dipende al massimo per il 15 % dalla specie della pianta.

| Potere calorifico di alcuni vettori | Potere calorifico superiore ΔcHso | Potere calorifico superiore ΔcHso | Potere calorifico superiore ΔcHso | Potere calorifico superiore ΔcHso | Potere calorifico inferiore ΔcHio | Potere calorifico inferiore ΔcHio | Potere calorifico inferiore ΔcHio | Potere calorifico inferiore ΔcHio |
| Vettore energetico                  | MJ/kg                             | MJ/Nm³                            | MJ/Sm³                            | kWh/Sm³                           | MJ/kg                             | MJ/Nm³                            | MJ/Sm³                            | kWh/Sm³                           |
| ----------------------------------- | --------------------------------- | --------------------------------- | --------------------------------- | --------------------------------- | --------------------------------- | --------------------------------- | --------------------------------- | --------------------------------- |
| Mais                                | -                                 | -                                 | -                                 | -                                 | 13,9                              | -                                 | -                                 | -                                 |
| Legna secca (umidità < 15 %)        | 18,5                              | -                                 | -                                 | -                                 | 17                                | -                                 | -                                 | -                                 |
| Lignina                             | 25,5                              | -                                 | -                                 | -                                 | -                                 | -                                 | -                                 | -                                 |
| Cellulosa                           | 17,8                              | -                                 | -                                 | -                                 | -                                 | -                                 | -                                 | -                                 |
| resina vegetale                     | 35,8                              | -                                 | -                                 | -                                 | -                                 | -                                 | -                                 | -                                 |
| Torba secca                         | -                                 | -                                 | -                                 | -                                 | 13                                | -                                 | -                                 | -                                 |
| Torba umida                         | -                                 | -                                 | -                                 | -                                 | 6                                 | -                                 | -                                 | -                                 |
| Carbone                             | -                                 | -                                 | -                                 | -                                 | 33,5                              | -                                 | -                                 | -                                 |
| Grafite                             | 32,65                             | -                                 | -                                 | -                                 | 32,808                            | -                                 | -                                 | -                                 |
| Gas d'altoforno                     | -                                 | -                                 | -                                 | -                                 | 32,0                              | -                                 | -                                 | -                                 |
| Gas illuminante                     | -                                 | 19,7                              | -                                 | -                                 | -                                 | 17,5                              | -                                 | -                                 |
| Coke                                | 29.6                              | -                                 | -                                 | -                                 | 34,2                              | -                                 | -                                 | -                                 |
| Olio combustibile                   | -                                 | -                                 | -                                 | -                                 | 41,3                              | -                                 | -                                 | -                                 |
| Nafta                               | -                                 | -                                 | -                                 | -                                 | 40,2                              | -                                 | -                                 | -                                 |
| Gasolio                             | 47,3                              | 38400                             | -                                 | -                                 | 44,4                              | 36300                             | -                                 | -                                 |
| Cherosene                           | 46,2                              | -                                 | -                                 | -                                 | 43,5                              | -                                 | -                                 | -                                 |
| Benzina                             | 46,0                              | -                                 | -                                 | -                                 | 43,6                              | -                                 | -                                 | -                                 |
| Gas di petrolio liquefatto (GPL)    | -                                 | -                                 | -                                 | -                                 | 46,1                              | -                                 | 26280                             | 7300                              |
| Gas naturale                        | 54                                | -                                 | -                                 | -                                 | 47,7                              | -                                 | 34,54                             | 9,59                              |
| Etere dimetilico (DME)              | 31,681                            | -                                 | -                                 | -                                 | 28,882                            | 19,4                              | -                                 | -                                 |
| Benzene                             | 41,8                              | -                                 | -                                 | -                                 | -                                 | -                                 | -                                 | -                                 |
| Trementina                          | 45,40                             | -                                 | -                                 | -                                 | 45,4                              | -                                 | -                                 | -                                 |
| Acetilene                           | 49,9                              | -                                 | -                                 | -                                 | -                                 | -                                 | -                                 | -                                 |
| Pentano                             | 45,35                             | -                                 | -                                 | -                                 | -                                 | -                                 | -                                 | -                                 |
| Butano                              | 49,50                             | -                                 | -                                 | -                                 | 45,75                             | -                                 | -                                 | -                                 |
| Propano                             | 50,35                             | -                                 | 101,95                            | -                                 | 46,35                             | -                                 | 93,70                             | -                                 |
| Etano                               | 51,90                             |                                   | 65,95                             |                                   | 47,80                             |                                   |                                   |                                   |
| Metano                              | 55,50                             | 39,13                             | 37,09                             | 10,30                             | 50,0                              | 35,22                             | 33,39                             | 9,27                              |
| Idrogeno                            | 141,8                             | 12,742                            | -                                 | -                                 | 120,0                             | 11,109                            | -                                 | -                                 |
| Propanolo                           | 33,6                              | -                                 | -                                 | -                                 | -                                 | -                                 | -                                 | -                                 |
| Etanolo                             | 29,7                              | -                                 | -                                 | -                                 | 27.1                              | -                                 | -                                 | -                                 |
| Metanolo                            | 22,7                              | -                                 | -                                 | -                                 | 19,7                              | -                                 | -                                 | -                                 |
| Acetone                             | -                                 | -                                 | -                                 | -                                 | 28,548                            | -                                 | -                                 | -                                 |
| Ammoniaca                           | 22,5                              | -                                 | -                                 | -                                 | -                                 | -                                 | -                                 | -                                 |
| Idrazina                            | 19,4                              | -                                 | -                                 | -                                 | -                                 | -                                 | -                                 | -                                 |
| Monossido di Carbonio               | -                                 | -                                 | -                                 | -                                 | 10,05                             | -                                 | -                                 | -                                 |
| Zolfo                               | -                                 | -                                 | -                                 | -                                 | 9,163                             | -                                 | -                                 | -                                 |
| Zucchero                            | -                                 | -                                 | -                                 | -                                 | 17                                | -                                 | -                                 | -                                 |